# Маринер 9
Маринер 9 (Маринер Марс '71) је роботизована свемирска сонда агенције НАСА која је умногоме допринела истраживању Марса и била је део програма Маринер. Сонда је лансирана са лансирне рампе 36Б свемирског центра Кенеди 30. маја 1971.г. и ушла у орбиту око црвене планете 14. новембра исте године, и тиме постала прва свемирска летелица у орбити око друге планете, за мало победивши совјетске сонде Марс-3 и Марс-4, које су пристигле мање од месец дана касније. Након неколико месеци током којих се површина планете није видела услед велике пешчане олује, сонда је напокон успела да фотографише површину планете и пошаље „чисте“ слике површине.
Маринер 9 је прикупио 7.329 фотографија током своје мисије, која је окончана у октобру 1972. године.